# Мордовский Белый Ключ
Мордо́вский Бе́лый Ключ — село в Вешкаймском районе Ульяновской области. Входит в Ермоловское сельское поселение.

## Название
Названо по имени ручья Белый Ключ, протекающего в центре села, и по национальному составу проживающего в нём населения.

## География
Расположено в 18 км к юго-западу от Вешкаймы, на берегу реки Белый Ключ.

## История
Селение основано в конце XVII — начале XVIII вв.. Вероятно, в ходе миграции мордовского населения, так как помещиков в тех местах не было. Селение образовано в 1676 году и первоначально называлось деревней «Верхняя Мордовская Туварма». 
В 1780 году, при создании Симбирского наместничества, деревня Белый Мордовской Ключ, при Белом ключе, крещеной мордвы, вошла в состав Карсунского уезда. 
В 1859 году деревня Мордовский Белый Ключ, удельных крестьян, в 1-м стане,  по левую сторону Пензенской почтовой дороги. 
В 1877 году прихожанами был построен деревянный храм. Престолов в нем два: главный во имя Архистратига Божия Михаила и в приделе во имя Святителя и Чудотворца Николая. 

## Население
| 2010 |
| ---- |
| 423  |

В селе насчитывается около 200 дворов.
Национальный состав
Преимущественно мордва.

## Известные уроженцы
- Елена Викторовна Афанасьева
- Виктор Степанович Чечеватов
- Фёдор Ефимович Шевердин

## Русская православная церковь
Храм Михаила Архангела – небольшая деревянная церковь, возвышающаяся на вершине холма. Построена в 1877 году и действовала до 1935 года. В тот год колокола были сброшены на землю, а в церкви начал действовать сельский клуб. В начале 1980-х годов состоялся сход граждан, который решил восстановить церковь. Трижды обращались сельчане в Москву за разрешением и на 3-й раз восстановление было одобрено. Восстановление проходило на пожертвования сельчан: было собрано 17 тысяч рублей. Открытие церкви состоялось в 1987 году.

## Достопримечательности
- Обелиск воинам, погибшим в Великой Отечественной войне (установлен в 1964 году, демонтирован). Новый памятник установлен в 2010 году[6].
- За околицей села, в направлении деревни Куроедово, сохранился участок „Екатерининой дороги“, являющийся памятником природы с 1996 года.

По краям сохранилось 160 вековых сосен. По словам директора школьного музея «Родные истоки» Альфии Ажиной:
— В книге «Материалы истории города Карсуна и его слобод» можно прочитать: «Императрица Екатерина Вторая, путешествуя по России в 1767 году из Симбирска сухим путём, минуя Карсун, отправилась на Алатырь по Московскому тракту; по дороге заезжала к помещику Куроедову в одноименное село, вблизи почтовой дороги в 73 верстах от Симбирска и в 20 верстах от Карсуна». У наших предков существовал хороший обычай: в честь приема монарха вдоль дороги, по которой тот следовал, высаживали аллеи, закладывали парки. Свидетельством тому служат могучие сосны на Екатерининой дороге.
Назначение тракта было многоцелевым. Во время войн по нему перебрасывались войска, а в периоды народных восстаний здесь рыскали карательные отряды. Видела дорога и многих пеших, когда осужденные шли по этапу на каторгу. Почтовая связь являлась следующим назначением тракта. Одна из почтовых станций находилась тогда в Вешкайме.
Эта дорога является вещественным памятником прошлого, интересным краеведческим объектом..